# Andrew Jackson (artista de efeitos visuais)
Andrew Jackson é um especialista de efeitos visuais australiano. Ele trabalhou em inúmeros filmes de destaque, como 300 (2006), Knowing (2009) e Mad Max: Fury Road (2015).

## Prêmios e indicações
- 2015: Oscar de melhores efeitos visuais – Mad Max: Fury Road
- 2015: BAFTA de melhores efeitos visuais – Mad Max: Fury Road
- 2015: AACTA de melhores efeitos visuais – Mad Max: Fury Road
- 2010: Visual Effects Society de efeito visual do ano – Knowing